# Château Hourtin-Ducasse
Le château Hourtin-Ducasse est un vignoble situé au nord de Bordeaux, à Saint-Sauveur, à quelques kilomètres de Pauillac et fait partie de l’appellation haut-médoc. Il a été longtemps référencé, de 1932 jusqu'à 2012, dans le classement des crus bourgeois mais a aujourd'hui quitté ce classement.

## Histoire
Le domaine est créé par messieurs Hourtin et Ducasse qui en sont propriétaires respectivement aux XVIIIe et XIXe siècles. Depuis 1976, il est exploité par Michel et Marie-Noëlle Marengo, et leurs sept enfants.

## Vignoble
Le vignoble s’étend sur 25 hectares, dont 18 hectares de vignes conduites en agriculture de conservation ; cette méthode emprunte certaines techniques à l'agriculture biologique ou encore à la biodynamie. Depuis les années 2000, les sols sont travaillés de façon exclusivement mécanique et les vignes sont traitées avec des huiles essentielles à base d'agrumes, d'algues et de légumineuses. Les vignes sont en moyenne âgées de plus de vingt ans. Le sol est argilo-calcaire, le sous-sol de graves-siliceuses. Les cépages cultivés sont le cabernet-sauvignon, le merlot, le cabernet franc et le petit verdot.

## Production
La moitié des vins est vinifiée en barriques, et bâtonnée pendant la fermentation. La fermentation malolactique et l'élevage se font également en barriques de un à trois ans. Les vins sont peu sulfités.
La volonté du domaine est de laisser la vigne et le raisin s'exprimer. Ainsi chacun des millésimes s'exprime différemment en fonction du climat. Pour son vin rouge, le château cultive les cépages suivants : cabernet-sauvignon (68 %), merlot (25 %), cabernet franc (5 %) et petit verdot (2 %).
La vinification en rosé se fait par un assemblage de cabernet franc et de cabernet-sauvignon, pressés immédiatement après la vendange.
Les vins n'entrant pas dans les assemblages sont distillés pour donner un spiritueux, macéré avec des baies de genièvre, des orties séchées, du poivre blanc de Penja et des zestes de pamplemousses roses corses.

## Économie
La production est d’environ 80 000 bouteilles par an. Une dizaine de personnes travaillent au château Hourtin-Ducasse.